# Константин из Островицы
Константин Михайлович (серб. Константин Михаиловић; II половина XV века) — серб из Островицы, попавший в плен к туркам и служивший в османской армии. Автор антитурецкого сочинения «Хроника о турецких делах Константина, сына Михаила Константиновича из Островицы раца, который был взят турками среди янычар», более известного как «Записки янычара».
Сведения о жизни Константина исходят лишь из текста его сочинения, хотя прямых указаний немного и биография строится, в основном, на предположениях исследователей. Существует точка зрения, что Константин из Островицы — вымышленное лицо, а «Записки» — плод коллективного труда. Неясно, из какого именно города Островица происходил автор, к северу от Ново Брдо или в юго-восточной части Косова поля. Рацами назывались сербы, жившие в Венгрии.
Константин, вероятно, с детства обучался горному делу. Он сообщает, что находился в 1453 году в составе вспомогательных войск, направленных сербским деспотом Георгием Бранковичем в помощь султану Мехмеду II под Константинополь. Сербы вели подкопные и взрывные работы, и без их помощи, по словам Константина, византийская столица не была бы взята. Автору хроники довелось присутствовать при опознании головы последнего византийского императора Константина XI. 
По возвращении из похода Константин поселился в Ново Брдо, где и был в 1455 году вместе с двумя братьями захвачен в плен турками. Вероятно, попал к султанскому двору в Эдирне, так как в 1456 году принимал участие в тайном погребении сербов, участвовавших в неудачном покушении на Мехмеда II. Косвенные данные позволяют предположить, что Константин не был зачислен в янычары, а поступил в артиллерийские отряды: всему, что связано с артиллерией, в «Записках» уделено очень большое внимание. В 1456 году в составе турецкой армии он участвовал в осаде Белграда, не приведшей к успеху. В 1458—1460 годах Константин находился среди войск, завоёвывавших Морею, а в 1461 году помогал покорять Трапезундскую империю. В 1463 г. воевал в Боснии, стал комендантом крепости Звечай, получив под свою команду 50 янычар и 30 солдат. К этому времени один из его братьев возвысился до положения хранителя султанской казны. Звечай после долгого сопротивления был сдан Константином венграм, и он «с честью вернулся к христианам». 
Время и место создания «Записок» выявляются на основании их идеологической направленности. По мнению Константина, единственным европейским государем, способным возглавить борьбу христианского мира против турок, является польский король Ян Ольбрахт. О буковинском походе Ольбрахта автор пишет как о событии исключительного значения в деле борьбы против турок, тогда как целью похода было, в действительности, отвоевание важных торговых городов Белгорода и Килии на Чёрном море. Столкнувшись с сопротивлением турок и Молдавского княжества Ольбрахт был вынужден отступить и более не предпринимал антитурецких акций. Следовательно, Константин составил «Записки» в Польше в период после окончания буковинского похода (1497) до смерти Яна Ольбрахта (1501). Попал он в Польшу, предположительно, через Венгрию. Проживал, вероятно, в восточных областях польско-литовского государства, так как именно оттуда происходит большинство известных списков хроники.